# Steven Hunter
Steven Hunter (Chicago, 31 de outubro de 1981) é um ex-jogador norte-americano de basquete profissional que atuou na  National Basketball Association (NBA). Foi o número 15 do Draft de 2001.